# Epicypta helvopicta
Epicypta helvopicta är en tvåvingeart som beskrevs av Chandler 1981. Epicypta helvopicta ingår i släktet Epicypta och familjen svampmyggor.
Artens utbredningsområde är Missouri. Inga underarter finns listade i Catalogue of Life.